# Hans Fritsche
Hans Martin Fritsche (Tillowitz, 24 de junho de 1909 — Hanau, 27 de maio de 1993) foi um militar alemão que serviu no Deutsches Heer durante a Segunda Guerra Mundial. Foi condecorado com a Cruz de Cavaleiro da Cruz de Ferro com Folhas de Carvalho.

## Condecorações
| Cruz de Ferro (1939) 2ª Classe                                   | 20 de julho de 1941    |
| Cruz de Ferro (1939) 1ª Classe                                   | 8 de fevereiro de 1942 |
| Distintivo de Feridos (1939) em Preto                            |                        |
| Distintivo de Feridos (1939) em Prata                            |                        |
| Distintivo de Combate Fechado em Bronze                          |                        |
| Distintivo da infantaria de assalto                              |                        |
| Medalha da Frente Oriental                                       | 1 de setembro de 1942  |
| Cruz Germânica em Ouro                                           | 18 de março de 1945    |
| Cruz de Cavaleiro da Cruz de Ferro                               | 10 de março de 1943    |
| Cruz de Cavaleiro da Cruz de Ferro com Folhas de Carvalho nº 307 | 2 de outubro de 1943   |